# Lankascincus taprobanensis
Lankascincus taprobanensis là một loài thằn lằn trong họ Scincidae. Loài này được Kelaart mô tả khoa học đầu tiên năm 1854.